# Аньцзюй
Аньцзю́й (кит. упр. 安居, пиньинь Ānjū) — район городского подчинения городского округа Суйнин провинции Сычуань (КНР).

## История
При империи Северная Чжоу в 575 году был образован уезд Жоуган (柔刚县) округа Аньцзюй (安居郡) области Цзиньчжоу (普州).
При империи Суй в 583 году округ Аньцзюй был расформирован, и уезд Жоуган стал подчиняться напрямую Цзиньчжоу. В 593 году уезд Жоуган был переименован в уезд Аньцзюй (安居县).
При империи Южная Сун в 1258 году уезд Аньцзюй был присоединён к уезду Сяоси (小溪县) Суйнинской управы.
При империи Юань в 1282 году к уезду Сяоси были присоединены уезды Цинши и Суйнин; Суйнинская управа была преобразована в область Суйнин (遂宁州).
При империи Мин в 1376 году уезд Сяоси был расформирован, а область Суйнин была преобразована в уезд Суйнин.
При империи Цин в 1653 году уезд Суйнин был присоединён к уезду Пэнси (蓬溪县), но в 1660 году восстановлен.
В 1950 году был образован Специальный район Суйнин (遂宁专区), и уезд Суйнин перешёл под его юрисдикцию. В 1958 году Специальный район Суйнин был расформирован, и уезд Суйнин перешёл под юрисдикцию Специального района Мяньян (绵阳专区). В 1968 году Специальный район Мяньян был переименован в Округ Мяньян (绵阳地区).
В 1985 году постановлением Госсовета КНР округ Мяньян был расформирован, а на его территории были образованы городские округа Мяньян, Гуанъюань и Суйнин. Уезд Суйнин был преобразован в Центральный район (市中区) городского округа Суйнин.
В 2003 году Центральный район был разделён на районы Чуаньшань и Аньцзюй.

## Административное деление
Район Аньцзюй делится на 1 уличный комитет, 14 посёлков и 7 волостей.

## Экономика
В Аньцзюй расположен завод компании Tianqi Lithium (производство карбоната лития для аккумуляторных батарей).
Важное значение имеет сельское хозяйство (помело, красный киви, зелёный перец, корень лотоса).